# Coupe européenne des nations FIRA de rugby à XV 1971-1972
Navigation
Coupe européenne des nations FIRA 1970-1971 Coupe européenne des nations FIRA 1972-1973
La Coupe européenne des nations FIRA 1971-1972 est une compétition qui réunit les nations de la FIRA–AER qui ne participent pas au Tournoi des Cinq Nations, mais en présence des équipes de France B et du Maroc.
La Tchécoslovaquie est reléguée en division B et l'Espagne est promue en division A.

## Équipes participantes
Division A
- France A
- Maroc
- Roumanie
- Tchécoslovaquie

| Division B1 - Espagne - Yougoslavie | Division B2 - Italie - Portugal |

## Division A

### Classement
| Rang | Pays            | J | V | N | D | Pm  | Pe  | Diff | Pts |
| ---- | --------------- | - | - | - | - | --- | --- | ---- | --- |
| 1    | France A        | 3 | 3 | 0 | 0 | 171 | 18  | +153 | 9   |
| 2    | Roumanie        | 3 | 2 | 0 | 1 | 92  | 40  | +52  | 7   |
| 3    | Maroc           | 3 | 1 | 0 | 2 | 30  | 133 | -103 | 5   |
| 4    | Tchécoslovaquie | 3 | 0 | 0 | 3 | 9   | 111 | -102 | 3   |

### Matchs joués
| 11 décembre 1971 | France B | 31 - 12 (9 - 9) | Roumanie | Béziers 25,000 spectateurs Arbitre : T.F.E. Grierson |
| 11 décembre 1971 |          |                 |          | Béziers 25,000 spectateurs Arbitre : T.F.E. Grierson |
| 11 décembre 1971 |          |                 |          | Béziers 25,000 spectateurs Arbitre : T.F.E. Grierson |

| 30 janvier 1972 | Maroc | 3 – 72 | France B | Casablanca |
| 30 janvier 1972 |       |        |          | Casablanca |
| 30 janvier 1972 |       |        |          | Casablanca |

| 23 avril 1972 | France B | 68 – 3 | Tchécoslovaquie | Colmar |
| 23 avril 1972 |          |        |                 | Colmar |
| 23 avril 1972 |          |        |                 | Colmar |

| 27 avril 1972 | Tchécoslovaquie | 3 – 21 | Maroc | Millau |
| 27 avril 1972 |                 |        |       | Millau |
| 27 avril 1972 |                 |        |       | Millau |

| 30 avril 1972 | Roumanie | 58 – 6 (44 - 3) | Maroc | Bucarest 3,000 spectateurs Arbitre : A. Pedercini |
| 30 avril 1972 |          |                 |       | Bucarest 3,000 spectateurs Arbitre : A. Pedercini |
| 30 avril 1972 |          |                 |       | Bucarest 3,000 spectateurs Arbitre : A. Pedercini |

| 21 mai 1972 | Tchécoslovaquie | 3 – 22 (0 - 18) | Roumanie | Vyškov 1,500 spectateurs Arbitre : P. Lilington |
| 21 mai 1972 |                 |                 |          | Vyškov 1,500 spectateurs Arbitre : P. Lilington |
| 21 mai 1972 |                 |                 |          | Vyškov 1,500 spectateurs Arbitre : P. Lilington |

## Division B

### Poule 1

#### Classement
| Rang | Pays        | J | V | N | D | Pm | Pe | Diff | Pts |
| ---- | ----------- | - | - | - | - | -- | -- | ---- | --- |
| 1    | Espagne     | 2 | 2 | 0 | 0 | 47 | 11 | +36  | 6   |
| 2    | Yougoslavie | 2 | 0 | 0 | 2 | 11 | 47 | -36  | 2   |

#### Matchs joués
| 5 décembre 1971 | Espagne | 26 – 4 | Yougoslavie | Madrid |
| 5 décembre 1971 |         |        |             | Madrid |
| 5 décembre 1971 |         |        |             | Madrid |

| 30 avril 1972 | Yougoslavie | 7 – 21 | Espagne | Split |
| 30 avril 1972 |             |        |         | Split |
| 30 avril 1972 |             |        |         | Split |

### Poule 2

#### Classement
| Rang | Pays     | J | V | N | D | Pm | Pe | Diff | Pts |
| ---- | -------- | - | - | - | - | -- | -- | ---- | --- |
| 1    | Italie   | 2 | 1 | 1 | 0 | 15 | 7  | +8   | 5   |
| 2    | Portugal | 2 | 0 | 1 | 1 | 7  | 15 | -8   | 3   |

#### Matchs joués
| 20 février 1972 | Italie | 0 – 0 | Portugal | Padoue Arbitre : Witting |
| 20 février 1972 |        |       |          | Padoue Arbitre : Witting |
| 20 février 1972 |        |       |          | Padoue Arbitre : Witting |

| 2 avril 1972 | Portugal                     | 7 – 15 (0 - 3) | Italie                   | Lisbonne Arbitre : Filingou |
| 2 avril 1972 | Essai(s) : 1 Pénalité(s) : 1 |                | Essai(s) : 3 Drop(s) : 1 | Lisbonne Arbitre : Filingou |
| 2 avril 1972 |                              |                |                          | Lisbonne Arbitre : Filingou |

### Poule finale

#### Classement
| Rang | Pays    | J | V | N | D | Pm | Pe | Diff | Pts |
| ---- | ------- | - | - | - | - | -- | -- | ---- | --- |
| 1    | Espagne | 2 | 1 | 1 | 0 | 16 | 10 | +6   | 5   |
| 2    | Italie  | 2 | 0 | 1 | 1 | 10 | 16 | -6   | 3   |

#### Matchs joués
| 14 mai 1972 | Espagne                      | 10 – 0 (3 - 0) | Italie | Madrid Arbitre : Saint-Guilhem |
| 14 mai 1972 | Essai(s) : 1 Pénalité(s) : 2 |                |        | Madrid Arbitre : Saint-Guilhem |
| 14 mai 1972 |                              |                |        | Madrid Arbitre : Saint-Guilhem |

| 21 mai 1972 | Italie          | 6 – 6 (6 - 6) | Espagne                            | Ivrée Arbitre : Filiatre |
| 21 mai 1972 | Pénalité(s) : 2 |               | Essai(s) : 1 Transformation(s) : 1 | Ivrée Arbitre : Filiatre |
| 21 mai 1972 |                 |               |                                    | Ivrée Arbitre : Filiatre |